# Marie-Claire Blais
Marie-Claire  Blais (ur. 5 października 1939 w Quebecu, zm. 30 listopada 2021 w Key West) – kanadyjska poetka i powieściopisarka tworząca w języku francuskim.
Zyskała rozgłos realistyczno-groteskową powieścią z życia rodziny chłopskiej „Pierwsza zima w życiu Emmanuela” (1966, wyd. pol. 1970). Jest też autorką powieści „Manuscripts de Paulina Archange” (1968), „Le Sourd dans la ville” (1979) i wierszy („Existences” 1962–1963).